# チャールズ・ケネディ
チャールズ・ピーター・ケネディ（Charles Peter Kennedy、1959年11月25日 - 2015年6月1日）は、イギリスの政治家。1999年から2006年まで自由民主党党首を務めた。

## 来歴
スコットランドのインヴァネスに生まれる。ロッホアーバー高校を卒業後、グラスゴー大学で哲学および政治学の修士号を取得する。同大学では弁論部に所属し、在学中に政治活動を始め、グラスゴー大学ユニオン（Glasgow University Union、GUU）の委員長を務めた。GUUは男子会員限定のユニオンで、ケネディも女性の加入には反対していたが、大学裁判所の命令によりやむなく受け入れることになる。後に社会民主党に入党し、国会議員に当選する。その後、自由民主党党首に就任する。
2006年1月5日、過度の飲酒癖で治療を受けていたことを公表した。続投の是非を問う党首選を行う意向を表明したが、それまで飲酒癖を否定していたことから強い反発が出て、同月7日に辞任に追い込まれた。
2015年の総選挙で落選した後、6月1日に55歳で死去した。